# Fabio Concato

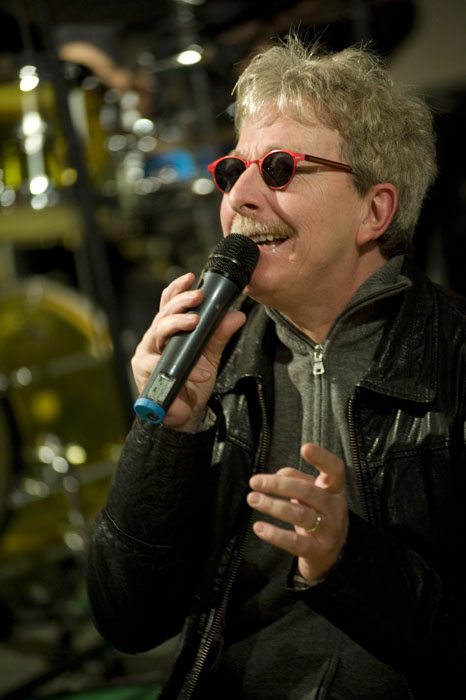
Fabio Concato (2010)

Fabio Concato (* 31. Mai 1953 als Fabio Bruno Ernani Piccaluga in Mailand) ist ein italienischer Cantautore und Jazzmusiker.

## Karriere
Concato stammte aus einer musikalischen Familie. Bereits 1965 gründete er zusammen mit seinem Bruder eine Rockband. Ab 1974 war er mit der Gruppe Mormoranti im Cabaret tätig. Seine Karriere als Solomusiker begann er 1977 beim Label Harmony mit der Veröffentlichung seines Debütalbums Storie di sempre, das durch die ironische Hommage an Dean Martin im Lied A Dean Martin bekannt wurde. Diesem Album folgte 1978 Svendita totale. Nach dem Wechsel zu Philips Records erschien 1979 das dritte Album Zio Tom, an dem Toots Thielemans mitarbeitete.
Nach einer kurzen künstlerischen Pause gelangen Concato in den 1980er-Jahren größere Publikumserfolge. Das Album Fabio Concato (1982) wurde vor allem durch die erfolgreiche Single Domenica bestiale bekannt. Erstmals in die italienischen Singlecharts konnte der Musiker mit Fiore di maggio einsteigen, das auf dem zweiten Album namens Fabio Concato von 1984 enthalten war. Auch weitere Lieder daraus, wie Guido piano oder Rosalina, erreichten ein breites Publikum. 1985 schrieb Concato zusammen mit Vince Tempera die Filmmusik zu A me mi piace von Enrico Montesano. Es folgte das überaus erfolgreiche Album Senza avvisare.
Mit 051/222525 veröffentlichte Concato 1988 eine Benefiz-Single für den Erhalt des Telefon-Krisendienstes Telefono Azzurro für die Wahrung der Kinderrechte. Die Aktion war ein Erfolg und brachte dem Musiker 1989 den ersten Nummer-eins-Hit seiner Karriere ein. Mit dem Produzenten Phil Ramone nahm er danach das nächste Album Giannutri auf, das 1990 erschien und an die Erfolge der Vorgänger anknüpfen konnte. In dieser Zeit begann er auch, Kindermusik zu schreiben, etwa für den Zecchino d’Oro. Mit der Kompilation Punto e virgola schloss Concato 1991 seine Zeit bei Philips Records ab.
Beim Label Mercury erschien 1992 Concatos nächstes Album In viaggio, auf dem er unter anderem mit Pino Daniele zusammenarbeitete. Für die Kompilation Scomporre e ricomporre nahm er 1994 einige seiner Lieder in neuem Arrangement auf; im selben Jahr zeichnete er für eine Hörspielfassung von Der kleine Prinz verantwortlich. Die folgenden Studioalben waren Blu (1996) und Fabio Concato (1999).
Mit dem Lied Ciao Ninìn ging Concato beim Sanremo-Festival 2001 ins Rennen und erreichte den neunten Platz. Im Anschluss veröffentlichte er das Album Ballando con Chet Baker. 2003 erschien das Livealbum Voilà mit der Beteiligung verschiedener Duettpartner: Anna Oxa, Lucio Dalla, Samuele Bersani und Stefano Di Battista. Im Jahr darauf schrieb Concato die Musik für das Musical Patrizia von Roberto Innocenti (nach einem Libretto von Arnoldo Foà). 2006 arbeitete er erneut mit Telefono Azzurro zusammen. Mit Oltre il giardino nahm der Musiker am Sanremo-Festival 2007 teil, wo er diesmal allerdings das Finale verpasste. Im Anschluss erschien eine gleichnamige Kompilation.
Erst 2012 meldete sich Fabio Concato mit einem neuen Studioalbum zurück: Tutto qua. 2014 war er auf dem Jazzalbum Tandem von Fabrizio Bosso und Julian Oliver Mazzariello zu hören. Nach einer gemeinsamen Tournee nahm das Trio 2016 das Coveralbum Non smetto di ascoltarti auf. Anlässlich seiner 40-jährigen Karriere arbeitete Concato daraufhin auch mit dem Trio um den Jazzpianisten Paolo Di Sabatino zusammen und veröffentlichte 2017 das Album Gigi. 2020 nahm er, während der COVID-19-Pandemie, die Benefiz-Single L’umarell auf.

## Diskografie

### Studioalben
| Jahr | Titel Musiklabel                | Höchstplatzierung, Gesamtwochen, AuszeichnungChartsChartplatzierungen (Jahr, Titel, Musiklabel, Platzierungen, Wochen, Auszeichnungen, Anmerkungen) | Anmerkungen                                                                                 |
| Jahr | Titel Musiklabel                | IT | Anmerkungen                                                                                 |
| ---- | ------------------------------- | --- | ------------------------------------------------------------------------------------------- |
| 1977 | Storie di sempre Harmony        | — |                                                                                             |
| 1978 | Svendita totale Harmony         | — |                                                                                             |
| 1979 | Zio Tom Philips                 | — |                                                                                             |
| 1982 | Fabio Concato Philips           | IT— Gold (2024)IT | Verkäufe: + 25.000                                                                          |
| 1984 | Fabio Concato Philips           | IT7 (28 Wo.)IT |                                                                                             |
| 1986 | Senza avvisare Philips          | IT3 (24 Wo.)IT |                                                                                             |
| 1990 | Giannutri Philips               | IT4 (23 Wo.)IT |                                                                                             |
| 1992 | In viaggio Mercury              | IT8 (11 Wo.)IT |                                                                                             |
| 1996 | Blu Mercury                     | IT7 (12 Wo.)IT |                                                                                             |
| 1999 | Fabio Concato Mercury           | IT5 (13 Wo.)IT |                                                                                             |
| 2001 | Ballando con Chet Baker Mercury | IT31 (7 Wo.)IT |                                                                                             |
| 2012 | Tutto qua Halidon               | IT14 (10 Wo.)IT | Erstveröffentlichung: 20. März 2012                                                         |
| 2016 | Non smetto di ascoltarti Warner | IT21 (5 Wo.)IT | Erstveröffentlichung: 6. Mai 2016 mit Fabrizio Bosso & Julian Oliver Mazzariello Coveralbum |

### Livealben
| Jahr | Titel Musiklabel           | Höchstplatzierung, Gesamtwochen, AuszeichnungChartsChartplatzierungen (Jahr, Titel, Musiklabel, Platzierungen, Wochen, Auszeichnungen, Anmerkungen) | Anmerkungen |
| Jahr | Titel Musiklabel           | IT | Anmerkungen |
| ---- | -------------------------- | --- | ----------- |
| 2003 | Voilà Concato live Mercury | IT31 (5 Wo.)IT |             |

### Kompilationen (Auswahl)
| Jahr | Titel Musiklabel               | Höchstplatzierung, Gesamtwochen, AuszeichnungChartsChartplatzierungen (Jahr, Titel, Musiklabel, Platzierungen, Wochen, Auszeichnungen, Anmerkungen) | Anmerkungen                                                   |
| Jahr | Titel Musiklabel               | IT | Anmerkungen                                                   |
| ---- | ------------------------------ | --- | ------------------------------------------------------------- |
| 1991 | Punto e virgola Philips        | IT8 (14 Wo.)IT |                                                               |
| 1994 | Scomporre e ricomporre Mercury | IT8 (10 Wo.)IT |                                                               |
| 2007 | Oltre il giardino Mind the Gap | IT47 (4 Wo.)IT |                                                               |
| 2007 | La storia 1978–2003 Universal  | IT84 (3 Wo.)IT |                                                               |
| 2017 | Gigi                           | IT42 (6 Wo.)IT | Erstveröffentlichung: 12. Mai 2017 mit Paolo Di Sabatino Trio |

### Singles (Auswahl)
| Jahr | Titel Album                   | Höchstplatzierung, Gesamtwochen, AuszeichnungChartsChartplatzierungen (Jahr, Titel, Album, Platzierungen, Wochen, Auszeichnungen, Anmerkungen) | Anmerkungen        |
| Jahr | Titel Album                   | IT | Anmerkungen        |
| ---- | ----------------------------- | --- | ------------------ |
| 1984 | Fiore di maggio Fabio Concato | IT12 Platin (2021) · (18 Wo.)IT | Verkäufe: + 70.000 |
| 1989 | 051/222525 Giannutri          | IT1 (27 Wo.)IT |                    |

Weitere Singles
- 1982: Dominica bstiale (IT: Gold)